# Шпигель, Сэм
Сэм (Самюэль) Шпигель (11 ноября 1901 — 31 декабря 1985) — австрийский и американский независимый кинопродюсер. Обладатель четырёх премий «Оскар» (1955, 1958, 1963, 1964), двух премий «Давид ди Донателло» (1958, 1964), премии BAFTA (1984) и многих других наград международных кинофестивалей.

## Биография и карьера в кино
Самой престижной наградой кинопремии «Оскар» является Приз в номинации за «Лучший фильм года». По сути — это награда кинопродюсеру, который, собственно, и получает заветную статуэтку. В голливудском кабинете продюсера Сэма Шпигеля на самом видном месте красовалось четыре статуэтки «Оскар». В истории мирового кинематографа — это (до сих пор) наилучший продюсерский результат.
Но прежде чем добиться признания в Голливуде, Сэм Шпигель проделал нелегкий путь…
Самюэль Шпигель родился в Австро-Венгрии в городе Ярослав, Галиция (ныне — Польша) в еврейской семье. Его родители (Регина и Симон Шпигель) содержали в Галиции небольшую табачную оптовую лавку. Семья была не очень богатой, но отец мечтал, чтобы его дети учились в университетах, поэтому все деньги (в первую очередь) тратились именно на образование.
В юности Сэм учился в Венском университете. Здесь он впервые увлекся кинематографом и (для получения практических «киношных» знаний) отправился в Берлин. Однако в 1933 году, после прихода к власти нацистов, он вынужден был бежать из Германии. К тому времени (в качестве независимого продюсера) Шпигель успел поучаствовать в нескольких европейских фильмах.
Накануне Второй Мировой войны Сэм Шпигель эмигрировал из Европы сначала в Мексику, а затем — в США. В Калифорнию он приехал «налегке»: без денег, без связей, но с огромным желанием «стать в Голливуде сначала — „своим парнем“, а затем — лучшим из лучших». 
В голливудских фильмах 1935—1953 годов продюсер Сэм Шпигель позиционирует себя под ироничным псевдонимом SP Eagle (что в вольном «сленговом» переводе звучит, как «Частное Предприятие ОРЁЛ»).
Начиная с 1953 года во всех титрах фильмов, которые продюсировал Шпигель, он использовал своё настоящее имя.
Свой первый «Оскар» Сэм Шпигель получил в 1955 году, продюсируя фильм режиссёра Элиа Казан «В порту». А сотрудничество Шпигеля с британским режиссёром Дэвидом Лином, принесло продюсеру ещё два «Оскара» за фильмы «Мост через реку Квай» (1957) и «Лоуренс Аравийский» (1962). В 1963 году Сэм Шпигель был удостоен престижной награды имени Ирвинга Талберга, то есть «Оскар» за выдающийся продюсерский вклад в историю мирового кинематографа.
У продюсера Сэма Шпигеля был необычайный дар — он умел «делать голливудских звезд». Поэтому в проектах Шпигеля мечтали сниматься (и снимались) как начинающие актеры, так и маститые (чтобы подтвердить свой «звездный» статус): Питер О`Тул, Омар Шариф, Марлон Брандо, Джейн Фонда, Роберт Редфорд, Элизабет Тейлор, Алек Гиннесс, Кэтрин Хепбёрн, Лоренс Оливье, Род Стайгер, Тони Кёртис, Хамфри Богарт, Джек Николсон, Роберт де Ниро и многие другие.
Именно Сэм Шпигель «привёл» в Голливуд малоизвестного (но гениального) английского драматурга и сценариста Роберта Болта, который (во многом — благодаря Шпигелю) стал самым высокооплачиваемым киносценаристом своего времени. А режиссёры Элиа Казан, Артур Пенн и Дэвид Лин (по их же собственному признанию) свои лучшие фильмы сняли при практически полной творческой свободе и всецелой поддержке со стороны продюсера Сэма Шпигеля.

## Интересные факты
- На протяжении всей своей жизни Сэм Шпигель поддерживал связь с выдающимися лидерами израильской нации. Особенно дружен он был с такими личностями, как Голда Меир, Ариэль Шарон, Тедди Коллек и другими.
- Сэм Шпигель свободно говорил на семи языках: английском, французском, немецком, итальянском, испанском, иврите и польском.
- В последние годы своей жизни Сэм Шпигель вернулся к своим еврейским и сионистским корням. Он регулярно посещал синагогу и завещал значительную часть своего личного состояния мэрии города Иерусалима на развитие культуры.
- Согласно завещанию Сэма Шпигеля, его наследники передали впечатляющую коллекцию произведений искусства в Музей Израиля в Иерусалиме и, начиная с 1996 года, наследники Шпигеля регулярно отчисляют ежегодный взнос (через «Иерусалим Фонд») в киношколу Иерусалима, носящей с тех пор имя «Сэм Шпигель — Школа кино и телевидения». Этот ежегодный взнос является крупнейшим в истории израильского кино.

## Призы, награды, номинации
Многие фильмы, которые продюсировал Сэм Шпигель, становились призёрами или номинантами самых престижных премий международных кинофестивалей.
Ниже приводятся лишь те премии и призы, которые вручались непосредственно продюсеру, то есть — Сэму Шпигелю.
- Фильм («Николай и Александра»)

Номинация:
— Премия «Оскар» за лучший фильм, 1972 год
- «Оскар», 1964 год

Победа:
Награда имени Ирвинга Талберга — за выдающийся продюсерский вклад в историю мирового кинематографа.
- Фильм «Лоуренс Аравийский»

Победа:
— Премия «Оскар» за лучший фильм, 1963 год
— Премия «Золотой глобус» за лучший драматический фильм, 1963 год
— Премия BAFTA за лучший драматический фильм, 1963 год
- Фильм «Мост через реку Квай»

Победа:
— Премия «Оскар» за лучший фильм, 1958 год
— Премия «Золотой глобус» за лучший фильм, 1958 год
— Премия BAFTA за лучший фильм, 1958 год
— Премия Давид ди Донателло за лучшую зарубежную постановку, 1958 год
- Фильм «В порту»

Победа:
— Премия «Оскар» за лучший фильм, 1955 год
— Премия «Золотой глобус» за лучший фильм, 1955 год
— Премия BAFTA за лучший фильм, 1955 год
— Венецианский кинофестиваль, 1955 год — Приз международной католической организации за успехи в области кино (OCIC)
— Венецианский кинофестиваль, 1954 год — Приз «Серебряный лев»
— Венецианский кинофестиваль, 1954 год — Премия итальянских кинокритиков
Номинация:
— Венецианский кинофестиваль, 1954 год — Приз «Золотой лев»
- Фильм «Африканская королева»

Номинация:
— Премия BAFTA за лучший фильм, 1953 год

## Избранная фильмография

### Продюсер
- 1984 — Поездка в Индию
- 1983 — Предательство
- 1976 — Последний магнат
- 1971 — Николай и Александра
- 1967 — Ночь генералов
- 1966 — Погоня
- 1962 — Лоуренс Аравийский
- 1959 — Внезапно, прошлым летом
- 1957 — Мост через реку Квай
- 1957 — Странно
- 1954 — В порту
- 1953 — Мельба
- 1951 — Африканская королева (в титрах — SP Eagle)
- 1951 — Prowler (в титрах — SP Eagle)
- 1951 — When I Grow Up (в титрах — SP Eagle)
- 1949 — Мы были чужими (в титрах — SP Eagle)
- 1946 — The Stranger (в титрах — SP Eagle)
- 1942 — Сказки Манхэттена (в титрах — SP Eagle)